# Monasterio de Santa María y San Andrés
El monasterio de Santa María y San Andrés, conocido comúnmente como monasterio de San Andrés de Arroyo, es una abadía de monjas cistercienses, de la Congregación de San Bernardo o de Castilla, ubicado en la localidad de San Andrés de Arroyo, municipio de Santibáñez de Ecla, en la comarca de la Ojeda de la Provincia de Palencia (España). Como monumento artístico es un exquisito ejemplo del arte cisterciense rural, a caballo entre los siglos XII y siglo XIII, y por lo tanto en la transición del románico al gótico.

## Historia
En 1181, la condesa Mencía López de Haro, hija del señor de Vizcaya Lope Díaz I de Haro, viuda del conde Álvaro Pérez de Lara, fundó este monasterio para monjas cistercienses, carácter que se ha mantenido hasta la actualidad, en un lugar apartado y frondoso del valle de la Ojeda. La advocación de San Andrés deriva de una leyenda local sobre el hallazgo milagroso de una imagen pétrea del apóstol en el cauce del arroyo que discurre junto al monasterio.
Se levantó así un conjunto de edificios bajo la supervisión y autoridad de la abadía burgalesa de Las Huelgas Reales, casa que siempre actuó como matriz de esta abadía. Tenía la abadesa de San Andrés jurisdicción civil y penal sobre varios pueblos del entorno, actuando como «Señora de horca y cuchillo» en todas ellas. Como recuerdo de estas atribuciones se conserva a la entrada del recinto un rollo de justicia de una traza muy sencilla pero que es todo un símbolo.
La importancia e influencia del monasterio en la comarca fue grande. Así, puede observarse que las marcas de canteros que allí aparecen se repiten en muchas iglesias rurales próximas en las que además se difunde el gusto por la decoración no iconográfica típica del estilo cisterciense.
El resto del monasterio ha sufrido infinidad de modificaciones y ampliaciones más o menos afortunadas. El 3 de junio de 1931 fue declarado Monumento Histórico-Artístico Nacional, lo que permitió que años después, en 1958, la Dirección General de Bellas Artes del Estado español procediese a una restauración de gran parte del conjunto. Entonces, se adaptaron las celdas y dependencias utilizadas por la comunidad. En tanto que Monumento Nacional, es también Bien de Interés Cultural (BIC).

## Descripción

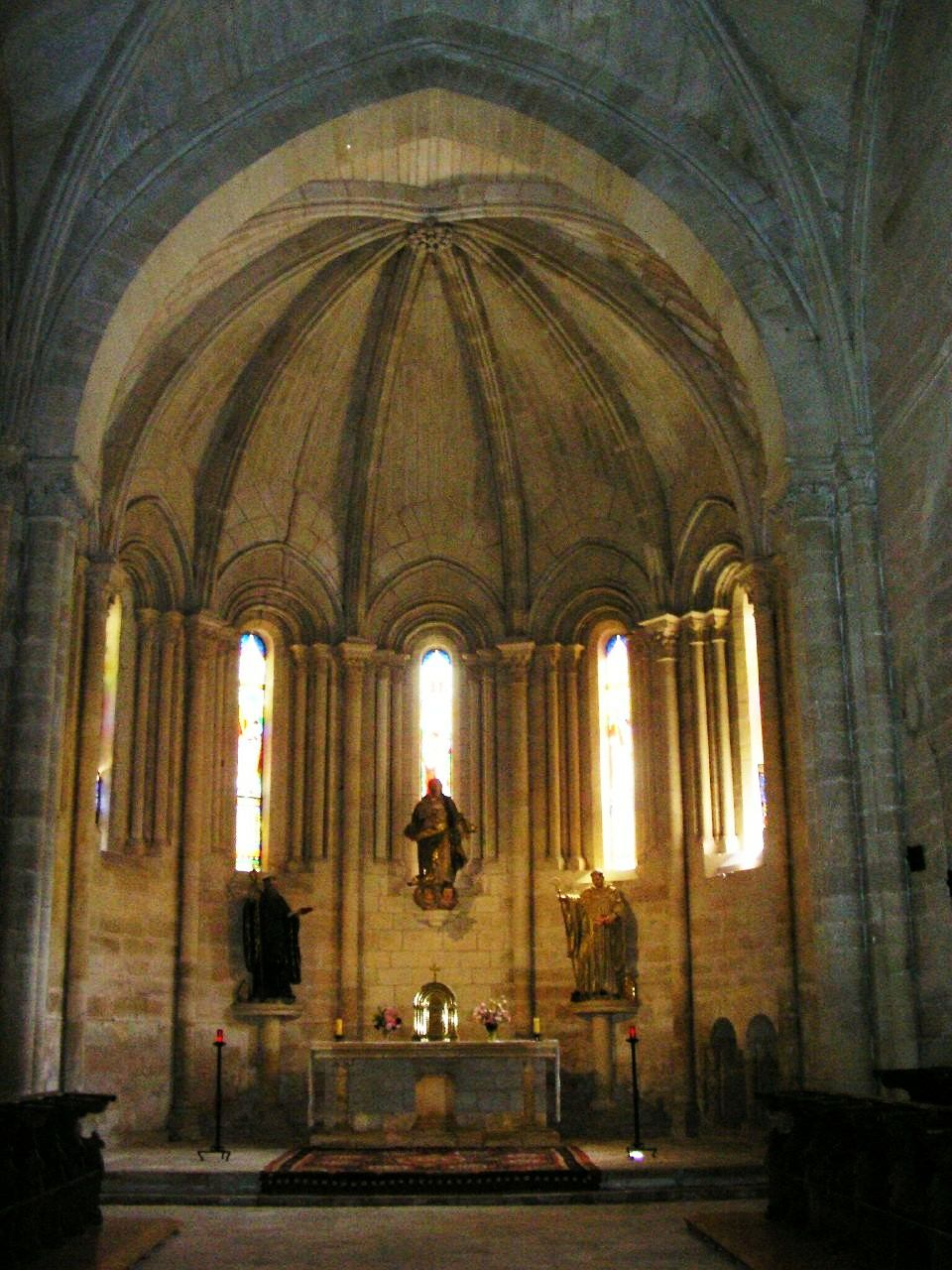
Cabecera de la iglesia

Se accede al monasterio por una plazoleta o compás, rodeada de las viejas casas donde residieron los colonos y los criados laicos de las monjas. La entrada a este espacio se hace por un gran arco ojival, con una esbelta espadaña contigua, a cuyos pies se yergue la columna del rollo jurisdiccional. Tres son las partes del cenobio que pueden visitarse, correspondiendo lo demás a las dependencias de clausura de las monjas: la iglesia, el claustro y la sala capitular.

### Iglesia
A la iglesia, consagrada en 1222, se accede por su lado norte a través de un pórtico con cuatro arcos apuntados que conservan muy bien su traza exterior, no así el interior, que está modificado en época contemporánea; en él se conservan capiteles en muy mal estado, el arranque de la primitiva bóveda, cuatro sepulcros medievales -dos de ellos fragmentados- sencillos y lisos, de los cuales dos descansan sobre leones con lauda de doble vertiente. La puerta exterior de acceso es un bello ejemplo de portada tardorrománica, con los elementos habituales de arquivolta, baquetones, capiteles de hojas de acanto y molduras decoradas en picos, salvo que la arquería es ya apuntada, anunciando el gótico.
Se trata de un templo de planta de cruz latina con una sola nave de cinco tramos, crucero y cabecera triple. El ábside central es heptagonal y sus ochavos abren vano con estrechos ventanales alargados y abocinados, con arcos de medio punto que descargan en arquivoltas y baquetones, y con trasdós ligeramente apuntado. Las nervaduras de la bóveda se apoyan en columnillas que parten del suelo. Los dos ábsides laterales son cuadrados y aventanados, teniendo también bóveda de crucería. En las tres capillas se conservan las credencias presbiteriales formadas por arcos de medio punto con columnas de separación y capiteles.
En el brazo derecho del crucero existe una portada en arco apuntado con arquivoltas pero anulada por un sarcófago medieval igual que los de la entrada a la iglesia, y bóvedas de crucería. Los soportes son grandes pilares prismáticos con columnas adosadas. Hay tres imágenes en la Capilla Mayor: La Asunción de la Virgen María, y en sus flancos San Benito y San Bernardo, respectivamente el fundador de la Orden Benedictina y el principal impulsor de la Orden Cisterciense, desgajada de la anterior. Casi toda la nave está ocupada por un coro cerrado con tres arcos, el central bien conservado y los laterales realizados en restauraciones modernas.

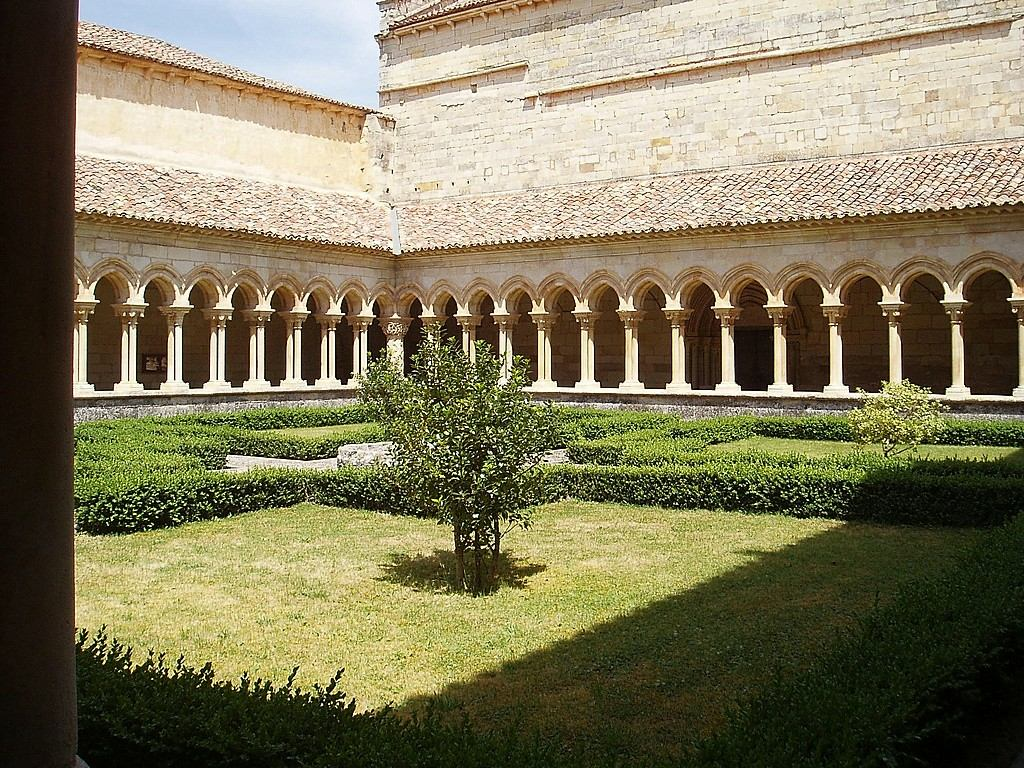
Claustro

### Claustro
La joya del monasterio es el claustro de arcos tímidamente apuntados sobre esbeltas columnas pareadas y capiteles finamente trabajados con motivos vegetales en tres de las cuatro crujías, albergando a veces cogollos o bolas. Estéticamente está claramente emparentado con las Claustrillas de las Huelgas de Burgos. Las galerías norte y sur están constituidas por dieciséis arcadas, mientras que en la del oeste se distribuyen diecinueve. La crujía oriental fue reconstruida en el siglo XVI en estilo gótico tardío, con bóvedas de crucería para soportar el peso de una galería superior.
Destacan las columnas esquineras, más gruesas y únicas, con fustes profusamente decorados y capiteles en filigrana que se salen ya de los cánones más rigurosos del estilo cisterciense. En particular una de ellas, con fuste labrado dibujando franjas en zig-zag y flores de seis pétalos, y con un capitel de tallos calados casi al aire, de gran virtuosismo. En el centro del patio hay una fuente traída por el rey Pedro I de Castilla a la localidad palentina de Astudillo.

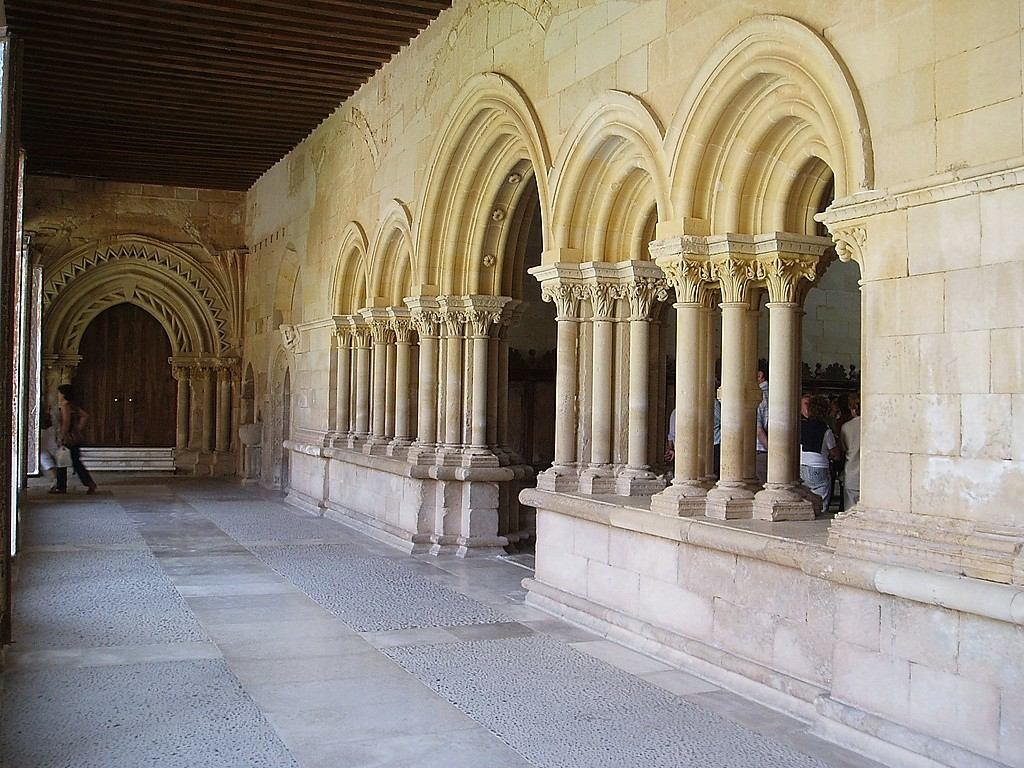
Sala capitular

### Sala capitular
Abierta a la crujía oriental del claustro, es una estancia cuadrada con una espléndida bóveda de crucería. Su acceso desde el claustro posee, además de la puerta, cuatro ventanales apoyados en gráciles columnas con buenos capiteles de hojas rizadas. Contiene dos sarcófagos decorados con motivos evangélicos: uno, el de la fundadora, la condesa Mencía, primera abadesa del monasterio, y el otro el de la condesa María Díaz de Haro, sobrina de la fundadora y segunda abadesa, ambas condesas de Lara por sus respectivos matrimonios. En el centro del muro se muestra una imagen románica en piedra de San Andrés, supuestamente aquella cuyo hallazgo propició la fundación del monasterio.
El monasterio poseyó en el pasado un Beato de Liébana, realizado a principios del siglo XIII, que hoy se guarda en la Bibliothèque Nationale de Francia. Tiene 334 páginas y 69 miniaturas ricamente iluminadas con oro y plata.

## Vida monástica

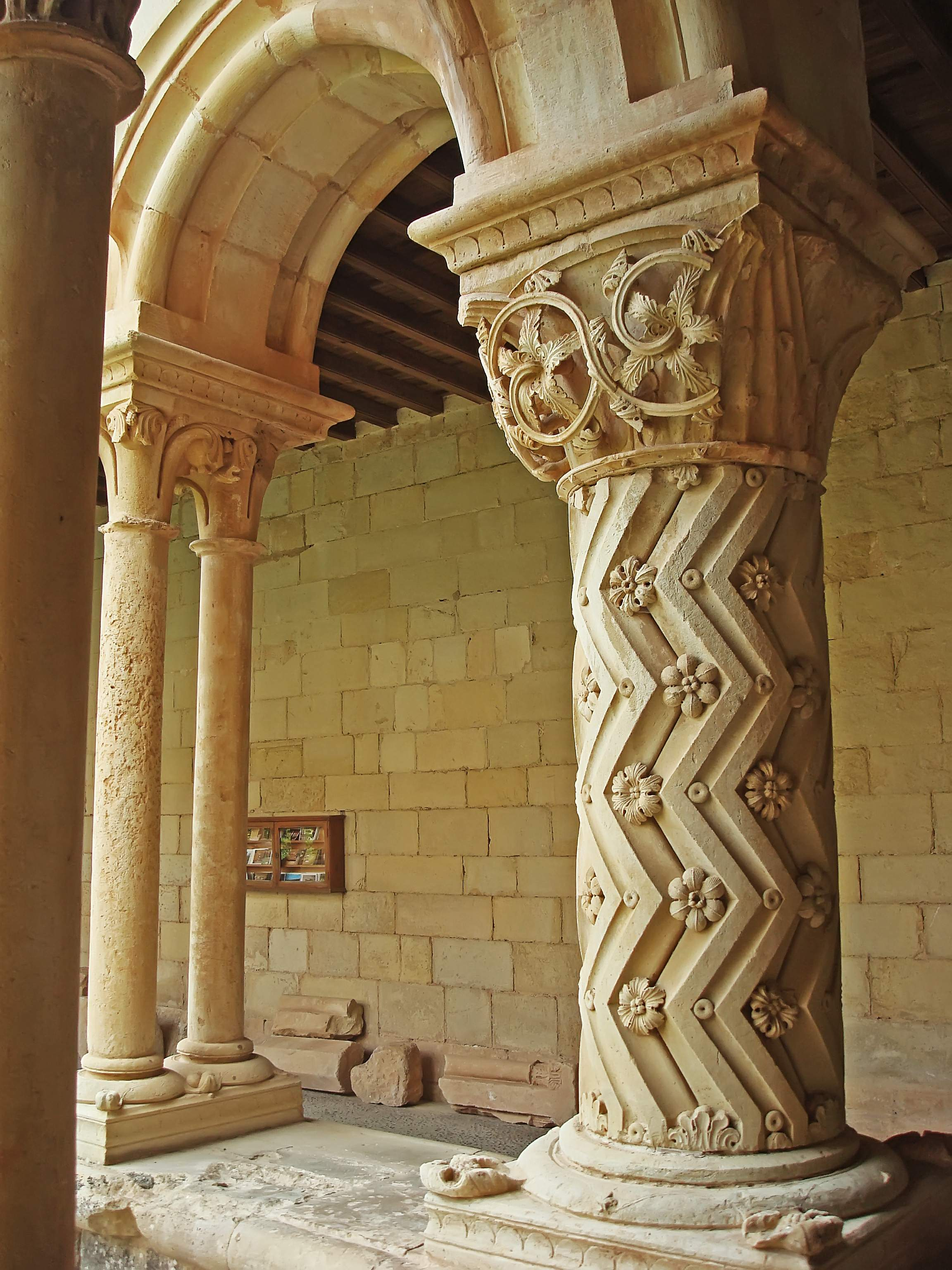
Columna con capitel del ángulo noroeste del claustro del monasterio, obra emblemática de esta abadía

La comunidad de monjas de clausura, perteneciente a la Orden Cisterciense de San Bernardo o de Castilla, de la que es una de las más nutridas de España, desarrolla una artesanía culinaria de pastas de te, hojaldres y otros productos de repostería que los visitantes pueden adquirir. El monasterio ofrece también un servicio de hospedería mixta, con plazas muy limitadas.

## Jurisdicción abacial
Monasterio cisterciense femenino tardorrománico de cuya primera abadesa trae la cita histórica Cayetano Enríquez de Salamanca:
«..Era titular de privilegio de horca y cuchillo y tenía jurisdicción civil y criminal sobre un total de once villas: San Andrés de Arroyo, Nestar, Perazancas, Alar, La Vid, Villavega, San Pedro de Moarves, Amayuelas de Ojeda y Santibañez».

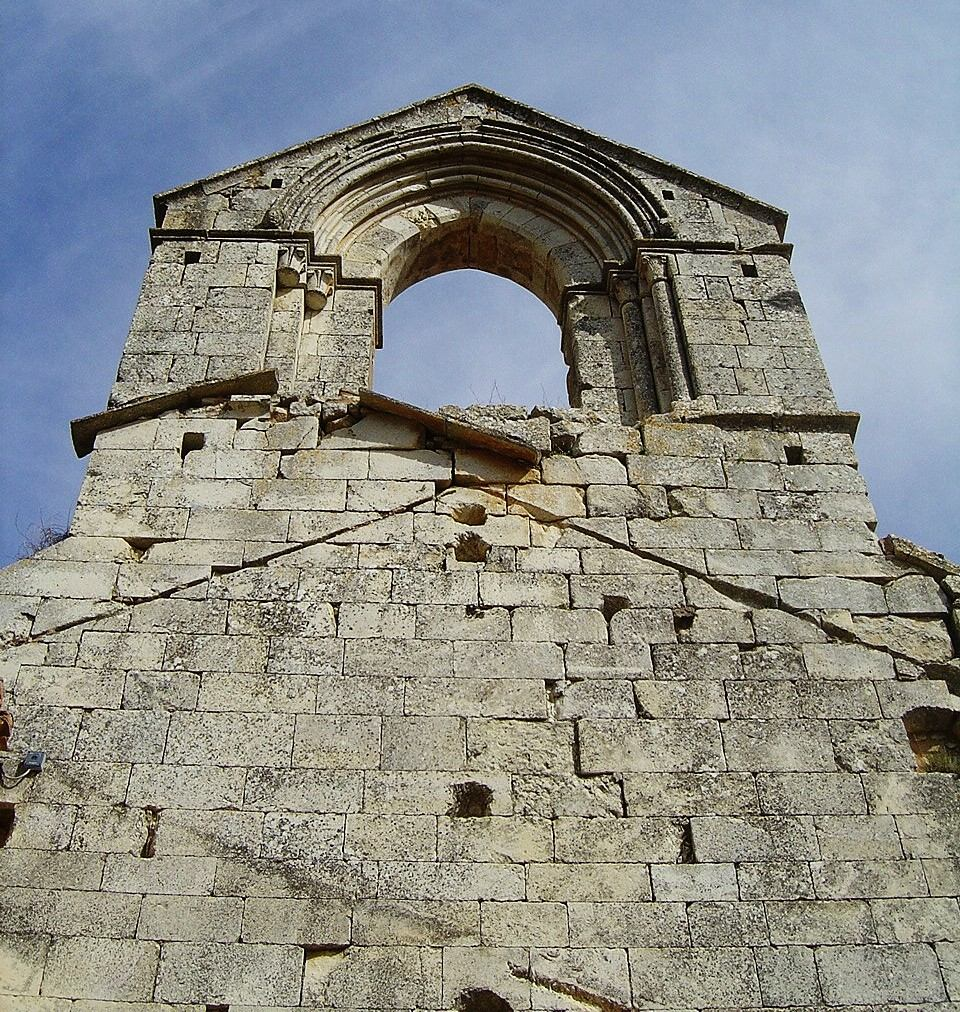
Espadaña anexa a la entrada del monasterio.
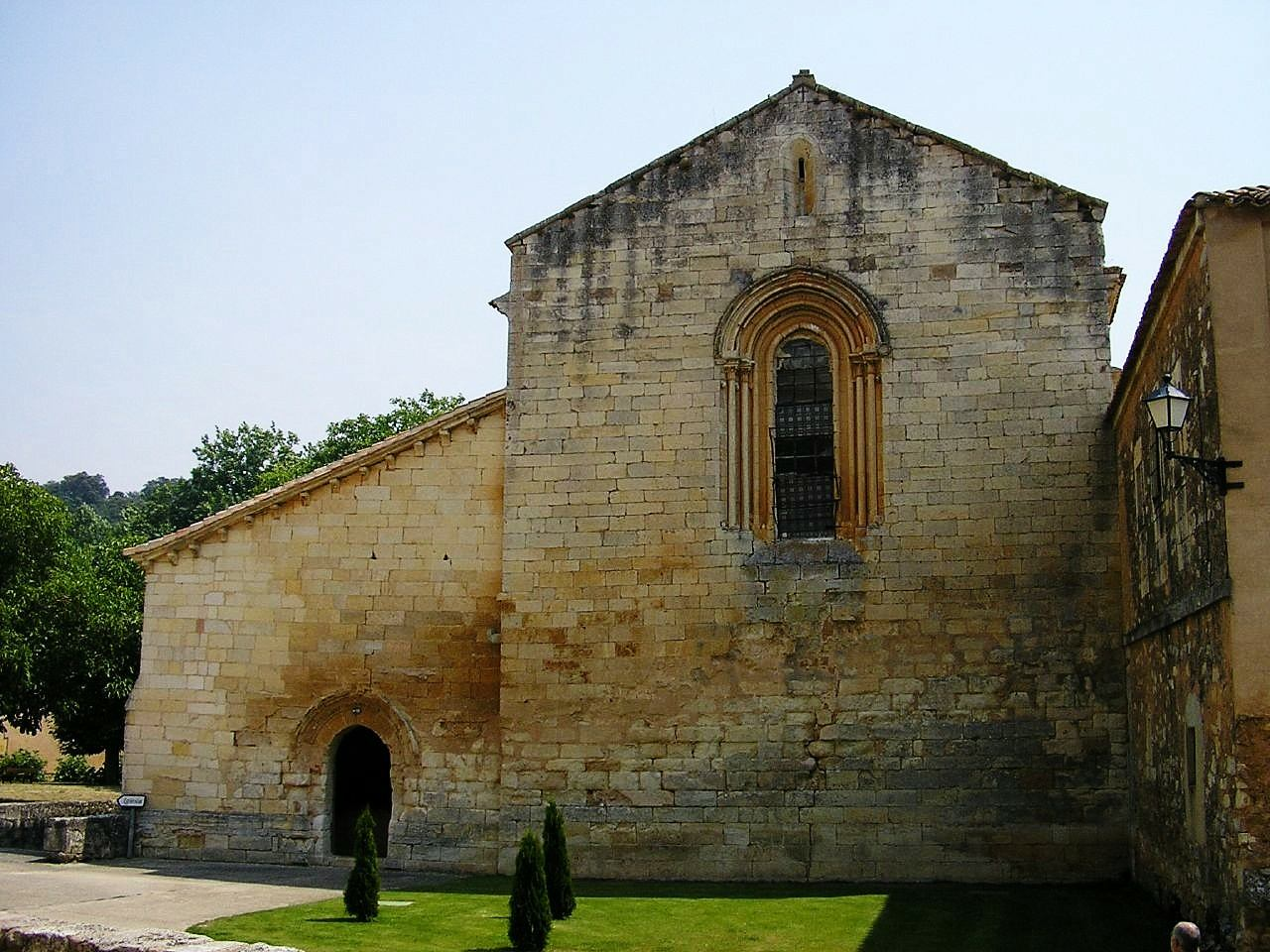
Exterior de la iglesia.
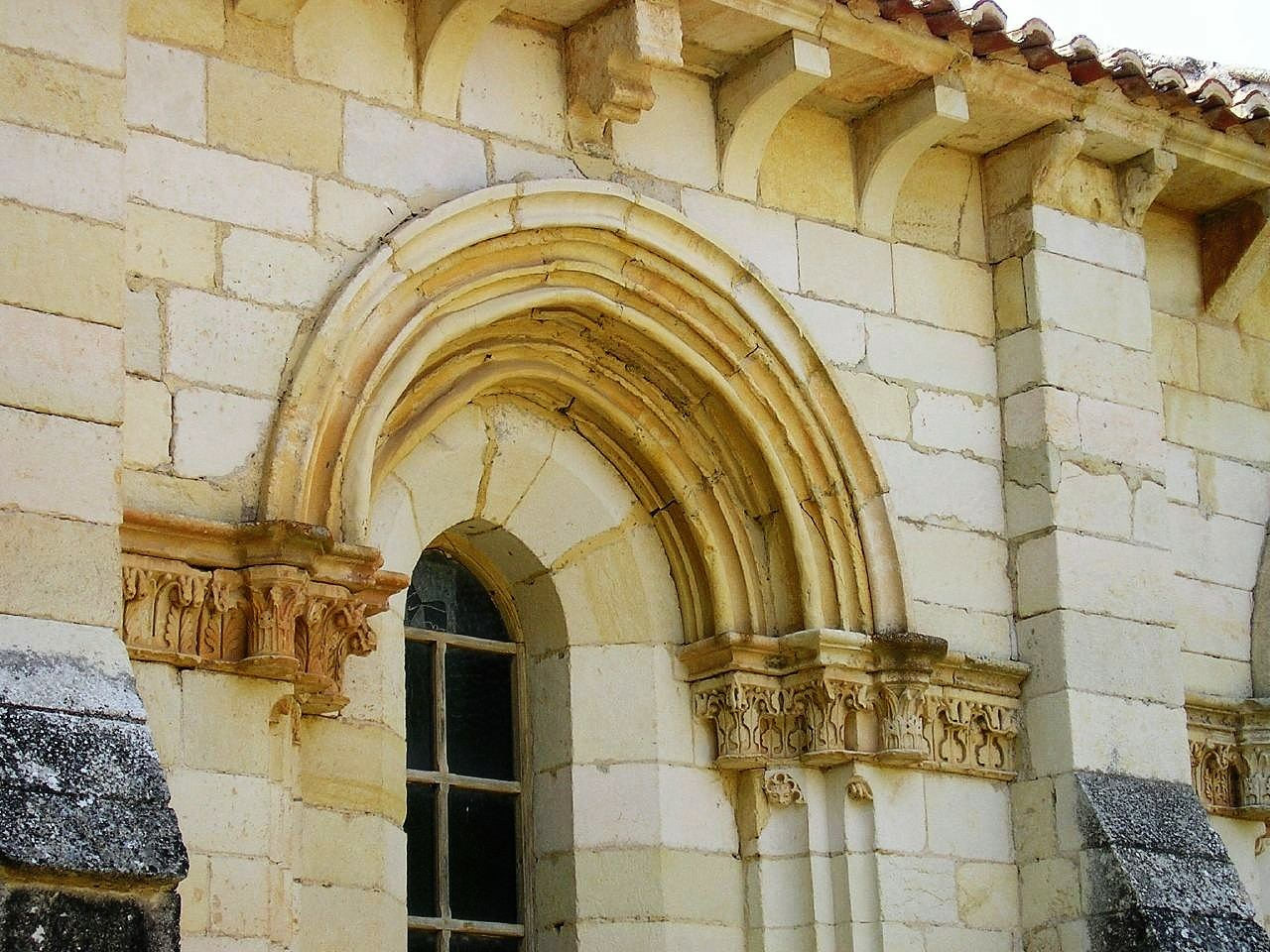
Ventanal del pórtico de la iglesia.
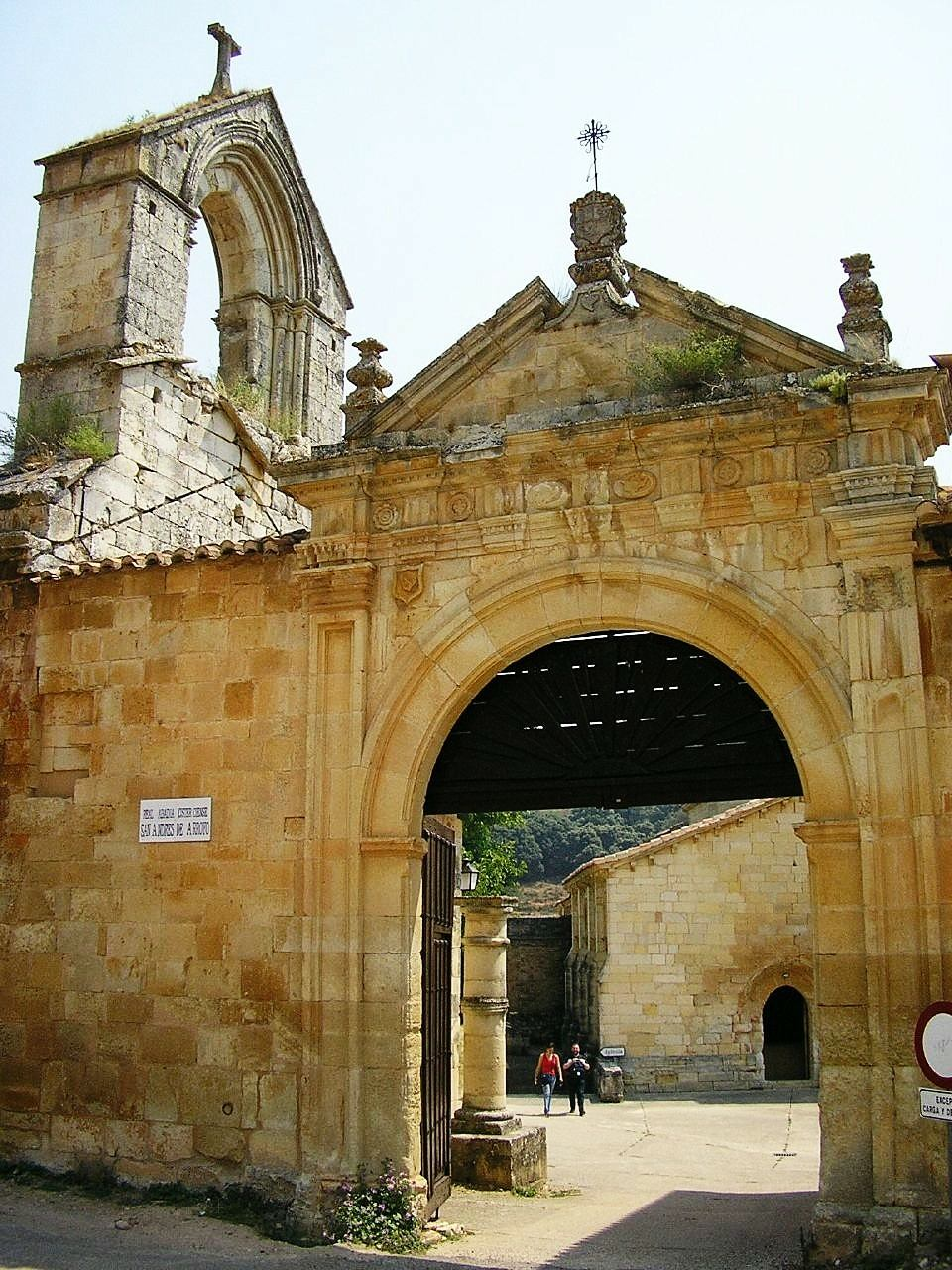
Puerta de acceso al monasterio.
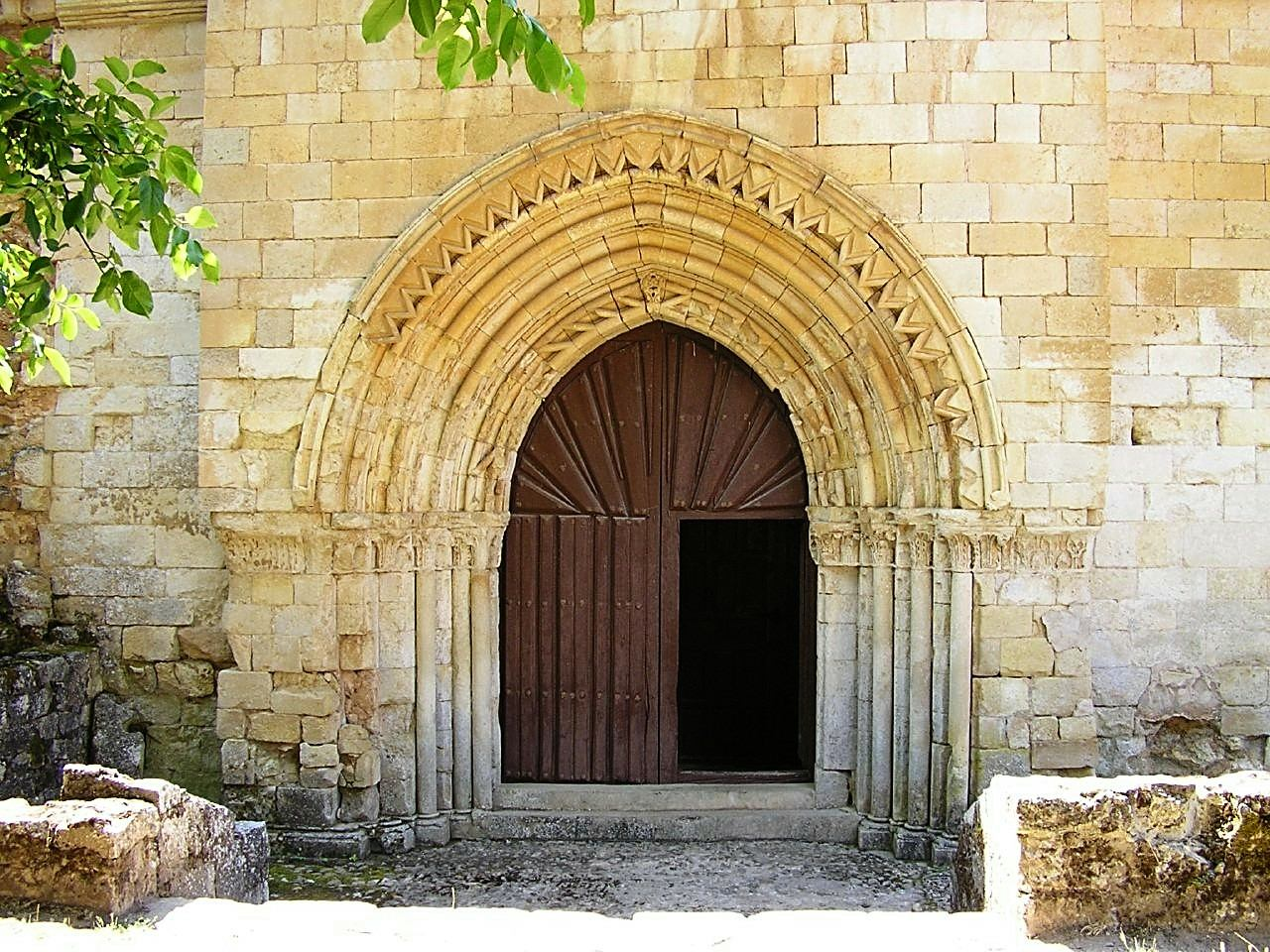
Portada de la iglesia.